# Batram Suri
Batram Suri (2 novembre 1972) è un ex calciatore salomonese, di ruolo attaccante.

## Carriera

### Nazionale
Con 48 apparizioni è il primatista di presenze con la maglia della propria Nazionale.